# Романов, Сергей Исидорович
Сергей Исидорович Романов (2 (14) января 1897, Москва, Российская империя — 20 августа 1970, Москва, СССР) — российский и советский футболист, нападающий сборной Российской империи по футболу. Самый молодой игрок в истории национальных сборных России.

## Биография
Дебютировал в сборной 14 сентября 1913 года в игре против Норвегии в возрасте 16 лет и 244 дня — рекорд национальных футбольных сборных России. Победитель II Российской олимпиады 1914 года.
В 1922—1941 — член Московской коллегии судей по футболу и хоккею с мячом. Работал в МОСФ (1928—1936) и Всесоюзном комитете по делам физической культуры и спорта (1936—1941, 1948—1958).
Умер в 1970 году. Похоронен на Введенском кладбище (4 уч.).